# Alice Tully

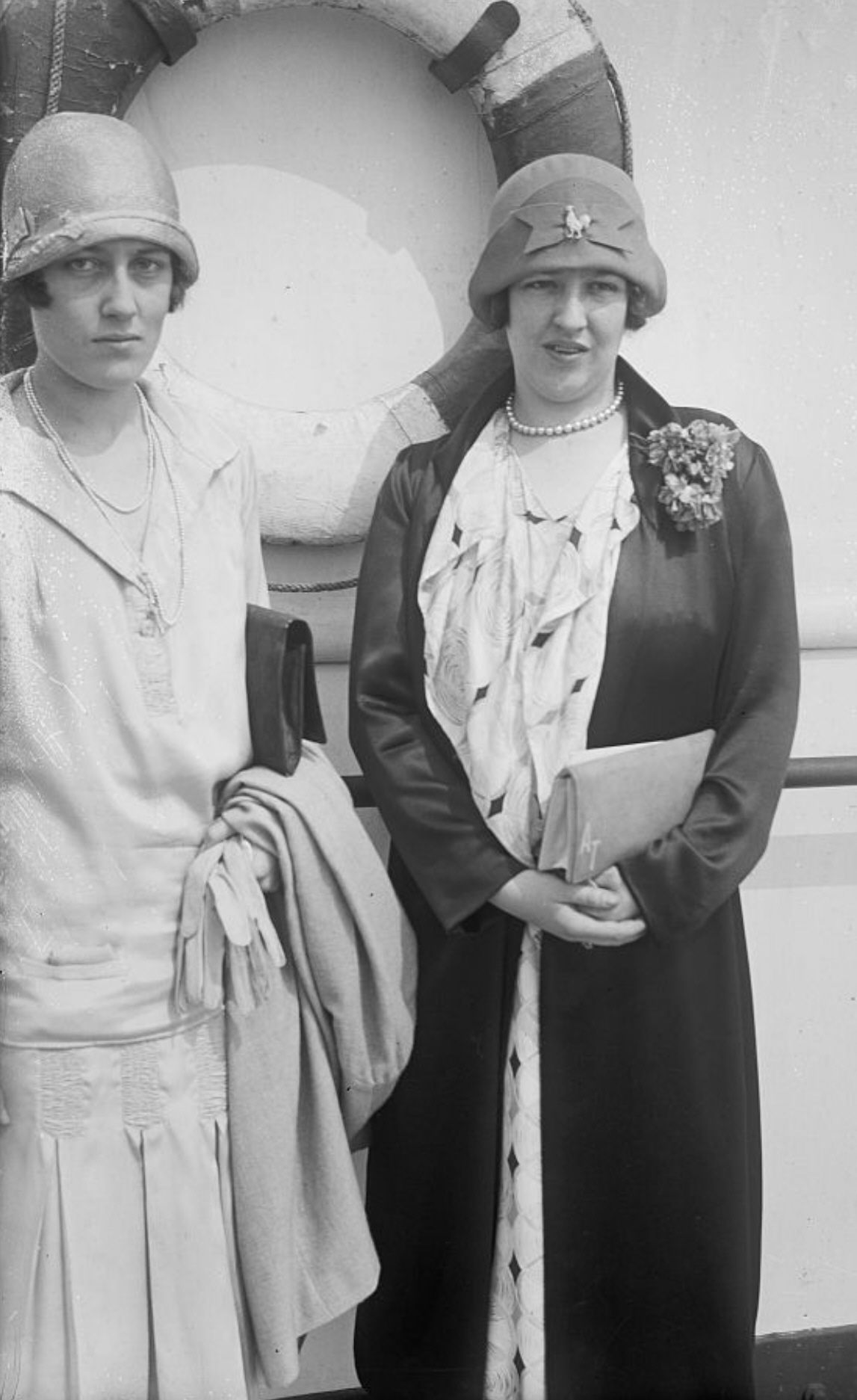
Alice Tully (rechts) mit ihrer Schwester Marion

Alice Tully (* 14. September 1902 in Corning, New York; † 10. Dezember 1993 in New York) war eine US-amerikanische Mäzenin und Opernsängerin (Sopran).

## Leben
Alice war die Tochter eines Richters und späteren Senators William J. Tully und seiner Frau Clara Houghton. Sie studierte in Paris Gesang und debütierte 1927 mit dem Pasdeloup Orchestra. 1933 sang sie die Santuzza in der Oper Cavalleria rusticana. Im Jahre 1958 erbte Alice Tully von ihrem Großvater William Houghton, Gründer der Corning Glass Works, ein beachtliches Vermögen. In den späteren Jahren galt Alice Tully als eine der wichtigsten Kunstmäzeninnen in den Vereinigten Staaten. Zusammen mit ihrem Cousin Arthur Houghton jr., einem der Gründer des Lincoln Center, finanzierte sie eine Konzerthalle, genannt Alice Tully Hall in New York. Alice Tully saß im Förderungsausschuss der New Yorker Philharmoniker, der Metropolitan Opera und der Juilliard School. Im Jahre 1970 wurde Alice Tully für ihre Verdienste um das kulturelle Leben der Stadt New York mit der Händel Medaille geehrt.

## Auszeichnungen
- 1970 Handel Medallion
- 1985 National Medal of Arts